# Joseph Bergin
Joseph Bergin (né le 11 février 1948 à Rathkyle, Comté de Kilkenny) est un historien Irlandais, professeur émérite en Histoire à l'Université de Manchester, spécialiste de l'époque moderne en France.

## Études et formation
Bergin a fréquenté le Rockwell College (en) , dont il a obtenu son diplôme en 1966. Il a ensuite étudié l'Histoire à l'University College Dublin (où il a obtenu son Bachelor of Arts en 1970 et sa maîtrise en 1972), puis l'histoire moderne française à l'Université de Cambridge, où il a obtenu son doctorat en philosophie en 1977.
Il a travaillé pendant deux ans à l'Université nationale d'Irlande (NUIM) à Maynooth  puis a enseigné l'histoire moderne à l'Université de Manchester de 1978 jusqu'à sa retraite en 2011 (professeur titulaire en 1996). Il a également été professeur invité aux universités de Lyon, Nancy, Montpellier, à la Sorbonne, à l'École des Chartes (Paris) et à l'École des hautes études en sciences sociales (EHESS, Paris) .

## Travaux et recherche
Bergin a publié plusieurs ouvrages dans lesquels il traite de divers aspects de l'histoire de France du XVIIe siècle, notamment des relations entre le statut social, le pouvoir et l'Église. Ses deux livres sur Richelieu (1985 et 1991) ont été traduits en français.
Il a réalisé une étude prosopographique de l'ensemble de l'épiscopat français depuis la fin des guerres de religion jusqu'à la mort de Louis XIV (1589-1715), qui a donné lieu à deux publications: "The Making of the French Episcopat (1589-1661)" en 1996 et "Crown, Church and Episcopat Under Louis XIV" en 2004.

## Distinctions et récompenses
Il travaille également comme traducteur du français, et a reçu à ce titre le prix Russell Major de l'American Historical Association en 2014 pour sa traduction de "The St Bartholomew’s Day Massacre: The Mysteries of a Crime of State",,,.
En 1996, il devient membre de la British Academy. Pendant 15 ans, il a été président du comité éditorial des Manchester University Press. En 2011, à l'occasion de sa retraite, il est le premier récipiendaire de la médaille d'argent Richelieu de l'université Panthéon-Sorbonne pour la promotion de l'excellence scientifique et devient la même année membre de l'Académie des inscriptions et belles-lettres. En 2012, il a été élu membre à part entière de l'Academia Europaea. En 2019, Sorbonne Université lui  décerne un doctorat honoris causa.

## Publications
- Joseph Bergin, Cardinal Richelieu: power and the pursuit of wealth, Yale University Press, 1985 (ISBN 978-0-300-03495-0)
- Joseph Bergin, Cardinal de La Rochefoucauld: leadership and reform in the French Church, Yale University Press, 1987 (ISBN 978-0-300-04104-0)
- Joseph Bergin, The making of the French episcopate, 1589 - 1661, Yale University Press, 1996 (ISBN 978-0-300-06751-4)
- Joseph Bergin, The rise of Richelieu, Manchester University Press, coll. « Studies in early modern European history », 1997 (ISBN 978-0-7190-5238-5)
- Joseph Bergin, Crown, church, and episcopate under Louis XIV, Yale University Press, 2004 (ISBN 978-0-300-10356-4)
- Joseph Bergin, Church, society and religious change in France, 1580-1730, Yale University Press, 2009 (ISBN 978-0-300-15098-8)
- Joseph Bergin, The politics of religion in early modern France, Yale University Press, 2014 (ISBN 978-0-300-20769-9)